# عيسى المزيدي
عيسى محمد إبراهيم المزيدي، (1942-) نائب سابق في مجلس الأمة الكويتي ووزير كويتي سابق.

## عن حياته
ولد المهندس عيسى محمد إبراهيم المزيدي عام 1942 في حي القبلة بمدينة الكويت وتحديداً في منطقة سكة النفيسي، وبعدها بقرابة ست سنوات انتقل لحي الوسط ( قرب سوق البورصة الآن) الذي يسكنه جميع أفراد عائلة المزيدي ، وهناك مسجد عمره أكثر من 200 عام مسجد المزيدي بجانب البورصة ، بعد اكماله سنوات الدراسة في الكويت ، سافر الي الولايات المتحدة الامريكية والتحق جامعة ميشيغان وفي عام 1963 حصل على شهادة الهندسة الصناعية.

## حياته السياسية
شارك في انتخابات مجلس الأمة الكويتي 1981 في الدائرة الثامنة، وحصل على المركز الثاني برصيد 269 صوت وفاز بالانتخابات. ، وفي 4 مارس 1981 عين في الحكومة الحادية عشر كوزير للمواصلات ، وعين في 3 مارس 1985 في الحكومة الثانية عشر كوزير للمواصلات ، وعين في 12 يوليو 1986 في الحكومة الثالثة عشر كوزير الدولة لشؤون الخدمات ، وعين في 26 يناير 1988 في التعديل الوزاري في الحكومة الثالثة عشر كوزير الدولة لشؤون الخدمات ، وعين في 15 أكتوبر 1996 كوزير للنفط في الحكومة السابعة عشر.